# Baffour Kyei
Baffour Kyei (sinh ngày 7 tháng 7 năm 1989) là một cầu thủ bóng đá người Ghana thi đấu cho Eleven Wise.
Vào tháng 1 năm 2009 anh chuyển từ Kessben F.C. đến Eleven Wise, và từng là thành viên của đội trẻ West Ham United (Kumasi).